# Сергеевский сельский совет (Белопольский район)
Сергеевский сельский совет (укр. Сергіївська сільська рада) — входит в состав
Белопольского района
Сумской области
Украины.
Административный центр сельского совета находится в 
с. Сергеевка.

## Населённые пункты совета
- с. Сергеевка
- с. Анновское
- с. Гезовка
- с. Николаевка-Терновская